# Wangford (Waveney)
Wangford is een plaats in het bestuurlijke gebied Waveney, in het Engelse graafschap Suffolk. Het maakt deel van de civil parish Wangford with Henham.